# Hein Mandos
Henricus Maria Casper Alphonsus (Hein) Mandos (Tilburg, 4 november 1907 – Geldrop, 6 december 1978) was een neerlandicus, heemkundige, volkskundige, schrijver en redacteur. Mandos wordt gezien als een van de pioniers omtrent de opkomst van Noord-Brabantse heemkundeverenigingen en bracht daarnaast meerdere publicaties uit met betrekking tot de Noord-Brabantse taal, heemkunde en geschiedenis.

## Biografie

### Jeugd
Hein Mandos werd op 4 november 1907 te Tilburg geboren en was de eerste zoon van het echtpaar Mandos-Knegtel. Zijn ouders kregen in totaal tien kinderen en hadden een kledingzaak in de stad op de kruising van de Tuinstraat en de Nieuwlandstraat. Zijn interesse voor de heemkunde zou ontstaan zijn op een leeftijd van tussen de tien en twaalf jaar. In die tijd ging Mandos met regelmaat wandelelen of rond trekken met zijn oom Toon Knegtel, een man die veel kennis had over de omliggende streek en haar inwoners.

### Studie
Geheel volgens familietraditie ging Mandos naar de Ruwenberg en vervolgens naar het seminarie van Beekvliet te Sint-Michielsgestel. In die periode raakt Mandos onder andere geïnteresseerd in de dichters van zijn tijd, las hij vele boeken uit de bibliotheek, waaronder enkele incunabelen, en wist uiteindelijk door te stoten tot de poësis. Na het Sint Odulphuslyceum te Tilburg, ging Mandos Nederlands, geschiedenis en volkskunde studeren aan de Katholieke Universiteit van Nijmegen. Tijdens deze studie groeide de interesse voor de heemkunde en ontstond de belangstelling voor de Brabantse taal, met in het bijzonder spreekwoorden. Mandos had het idee om een dissertatie te maken over spreekwoorden en legde zo in zijn studiejaren de grondslagen voor zijn spreekwoordenverzameling. In 1936 is de eerste publicatie over spreekwoorden een feit, en een jaar later krijgt Mandos zijn benoeming als leraar Nederlands aan het Augustinianum te Eindhoven.

### Bijdrages als redacteur en heemkundige
Na de Tweede Wereldoorlog, werden vele heemkundekringen opgericht, aangezien deze werden verboden door de Duitsers. Door onder andere Mandos werd na de oorlog de Heemkundige Studiekring Kempenland in Eindhoven opgericht, die samen met een aantal andere heemkundekringen medeverantwoordelijk waren voor de oprichting van het Brabants Heem. Ook hielp hij andere heemkundekringen mee opzetten. Daarnaast was Mandos mede-oprichter van de Bijdragen tot de Studie van Brabants Heem en Cultuurhistorische Verkenningen in de Kempen'. Ook was Mandos een ervaren redacteur, zo redigeerde hij van 1948 tot 1976 het tijdschrift van het Brabants Heem, eerst als mede-redacteur en later als hoofd-redacteur. Naast het Brabants Heem deed Mandos ook redacteurs werk voor: Bijdragen tot de geschiedenis van het Zuiden van Nederland, De Katholieke Encyclopedie, Onze Taaltuin en het Historisch Tijdschrift. Opvallend is te noemen dat zijn vrouw, Miep Mandos-van de Pol, regelmatig assisteerde of adviezen gaf voor dat er daadwerkelijk stukken naar de drukkerij gingen. Naast zijn vele werk was Mandos ook voorzitter van de overkoepelende Stichting Brabants Heem en bestuurslid bij het Provinciaal Genootschap van Kunsten en Wetenschappen in Noord-Brabant.

### Onderzoek naar spreekwoorden
Sinds zijn eerste publicatie over spreekwoorden in 1936, had Mandos in vier decennia tijd een netwerk opgebouwd met contactpersonen over de hele wereld over het onderwerp spreekwoorden, in de hoop hier ooit nog eens mee te promoveren. In 1977 nam Mandos het initiatief om met de regionale zender Omroep Brabant het wekelijkse programma Bij wijze van spreke op te zetten. Dit leidde uiteindelijk tot meer aanvullingen voor zijn inmiddels zeer uitgebreide spreekwoordenverzameling, en voor het Brabants spraakgebruik in het algemeen. Het was dan ook een wens van Mandos om zijn gehele verzameling, waarmee hij al voor de oorlog was begonnen, te bundelen in een boek, en het zo toegankelijk te maken voor alle Brabanders. Echter heeft hij dit nooit mee mogen maken nadat hij eind 1978 overleed.

### Voortzetting van het levenswerk
Zijn vrouw Miep beschouwde het als haar taak om het levenswerk van haar man te voltooien. Door haar en een aantal gelijkgezinden werd in 1985 de Hein Mandosstichting opgericht te Waalre, met onder andere als doel de grote spreekwoordenverzameling, bestaande uit een manuscript van ruim zesduizend spreekwoorden, uit te brengen in een Brabants spreekwoordenboek. In 1988 werd door de stichting, onder het motto Voor alle Brabanders, het boek De Brabantse Spreekwoorden gepubliceerd. Het bleek een dusdanig groot succes dat binnen een jaar de derde druk uitkwam. In 1992 kwam de vierde herziene en uitgebreide druk uit, die wederom weer was samengesteld door Miep Mandos van der Pol. Het boek kreeg ook de nodige internationale waardering. Zo sprak de Amerikaans-Duitse spreekwoorddeskundige professor Wolfgang Mieder zijn waardering uit en bracht hij het boek verder onder de aandacht van de wereld. Mandos van der Pol zat nog vol ambities toen ze in 1995 te horen kreeg dat ze nog maar kort te leven had. Ze liet in een testament vastleggen dat de door Mandos en haarzelf vergaarde collectie, die onder andere bestond uit taalkundig en volkskundig materiaal en hun zeer uitgebreide bibliotheek, naliet aan het BHIC. Toen ze in 1996 uiteindelijk overleed, was de vierde druk zo goed als uitverkocht en besloot de stichting in 1997 alsnog een vijfde druk uit te brengen. De uiteindelijke zesde druk zag in 2003 het licht, en werd in 2009 door de stichting via de website van Cultureel Brabant openbaar gesteld.

## Trivia
- De figuur drs. Morsman uit de romancyclus Het Bureau van J.J. Voskuil is gebaseerd op Mandos.
- In Waalre is een straat vernoemd naar Mandos genaamd: drs. Hein Mandosplaats.